# Tanaka Isson
Tanaka Isson (japanisch 田中 一村; * 22. Juli 1908 als Tanaka Takashi (田中 孝) in Tochigi; † 11. September 1977) war ein japanischer Maler, der für seine stilisierten Darstellungen der tropischen Natur bekannt ist. Sein Werk verbindet traditionelle Nihonga-Techniken mit detaillierten und phantasievollen Darstellungen der Flora und Fauna der Amami-Inseln. Zu Lebzeiten weitgehend unbekannt, erlangte er posthum große Anerkennung.

## Leben

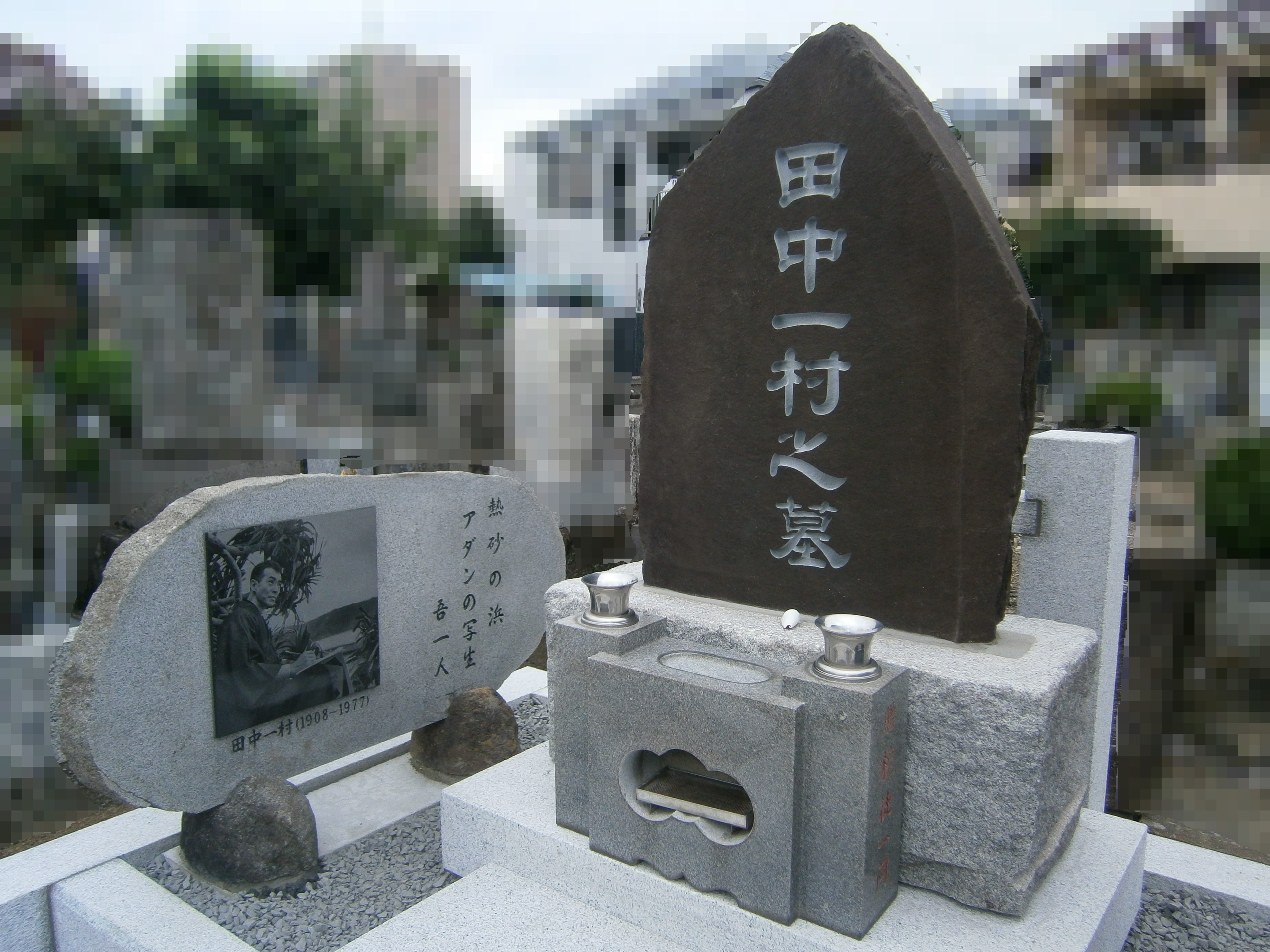
Tanakas Grabstätte in Manpuku-ji (満福寺), Tochigi

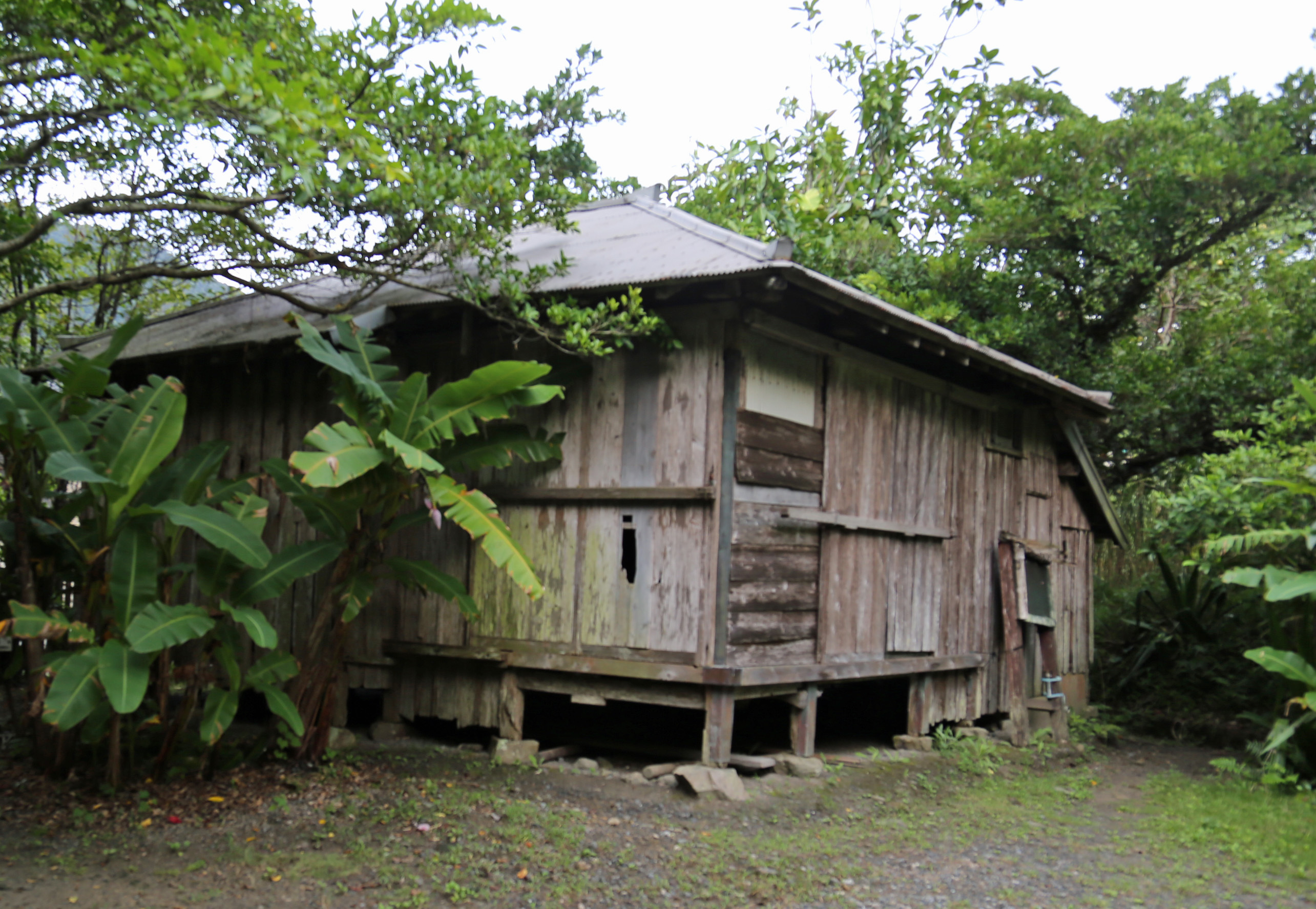
Haus in Amami, wo Tanaka bis kurz vor seinem Tod lebte

Tanaka Takashi wurde in Tochigi-cho (heute Tochigi City) geboren. Sein Geburtsname war Takashi. 1914 zog er nach Tokio. Im folgenden Jahr erhielt er von seinem Vater, einem Bildhauer, den Künstlernamen Beison. Wegen seiner außergewöhnlichen Begabung für die Malerei galt er als Wunderkind. Er zeichnete sich durch seine Nanga-Malerei aus (ein japanischer Malstil, der von der Ästhetik chinesischer Literaten inspiriert ist). 1926 trat er in die Abteilung für japanische Malerei an der Tokyo Fine Arts School (Tokyo Bijutsu Gakko) – der heutigen Tokyo University of the Arts (Tokyo Geijutsu Daigaku) – ein, brach das Studium jedoch nach zwei Monaten aus „persönlichen Gründen“ ab. (Zu seinen Klassenkameraden gehörten Higashiyama Kaii und Hashimoto Meiji).
Später starben seine drei jüngeren Brüder und seine Eltern. 1938 zog Tanaka mit seiner älteren und jüngeren Schwester und seiner Großmutter nach Chiba. Er arbeitete als Landwirt und widmete sich gleichzeitig der Malerei. 1947 änderte er seinen Namen in Yanagi Isson und sein Gemälde „Weiße Blumen“ wurde für die Seiryu-Ausstellung ausgewählt. Im folgenden Jahr wurde er unter dem Namen Tanaka Isson für die gleiche Ausstellung ausgewählt, zog sich jedoch zurück, da ein Werk, das ihm gefiel, nicht ausgewählt wurde. Danach wurde Tanaka Isson für die Ausstellungen in Nitten und Inten abgelehnt.
1958, im Alter von 50 Jahren, zog Tanaka Isson allein nach Amami-Ōshima, einer tropischen Insel in der Nähe von Okinawa. Um genug Geld zu sparen, um sich der Malerei der Naturschönheiten Amamis widmen zu können, arbeitete er als Färber von Pongee-Stoffen. 1977 starb er im Alter von 69 Jahren beim Kochen an Herzversagen.

## Werk
Tanaka Issons Werk wird heute für seine innovative Verbindung traditioneller japanischer Malerei mit einer individuellen, detailverliebten Ästhetik geschätzt. Sein Werk hat nicht nur die Amami-Inseln bekannt gemacht, sondern auch einen einzigartigen Beitrag zur modernen japanischen Kunst geleistet. Die üppige Natur der Insel wurde zu seiner wichtigsten Inspirationsquelle. Er schuf Werke, die die tropische Flora und Fauna in leuchtenden Farben und mit großer Präzision darstellen. Oft auf Seide oder Papier gemalt, verbinden sie realistische Details mit künstlerischer Freiheit.

## Nachruhm
Eine posthume Ausstellung von Tanaka Issons Werken, die 1979 von Freiwilligen in Amami organisiert wurde, zog 3000 Besucher an. 1984 wurde er in der Sendung „The Sunday Art Museum“ des japanischen Fernsehsenders NHK vorgestellt. Diese Sendung erregte landesweites Aufsehen, und seitdem ist sein Bekanntheitsgrad durch zahlreiche Ausstellungen und die Veröffentlichung seiner Biografie gestiegen. Im Jahr 2001 wurde das Tanaka Isson Memorial Museum in Amami gegründet.
Eine erste Ausstellung außerhalb Japans fand 2018 statt, wodurch sein Werk auch international Beachtung fand. 2024 fand im Tokyo Metropolitan Art Museum die Ausstellung Tanaka Isson: Light and Soul statt. Mit mehr als 250 Werken – darunter Gemälde, Skizzen, Artefakte und Dokumente – vermittelte die Ausstellung ein umfassendes Bild von Tanaka Issons Leben und Werk.

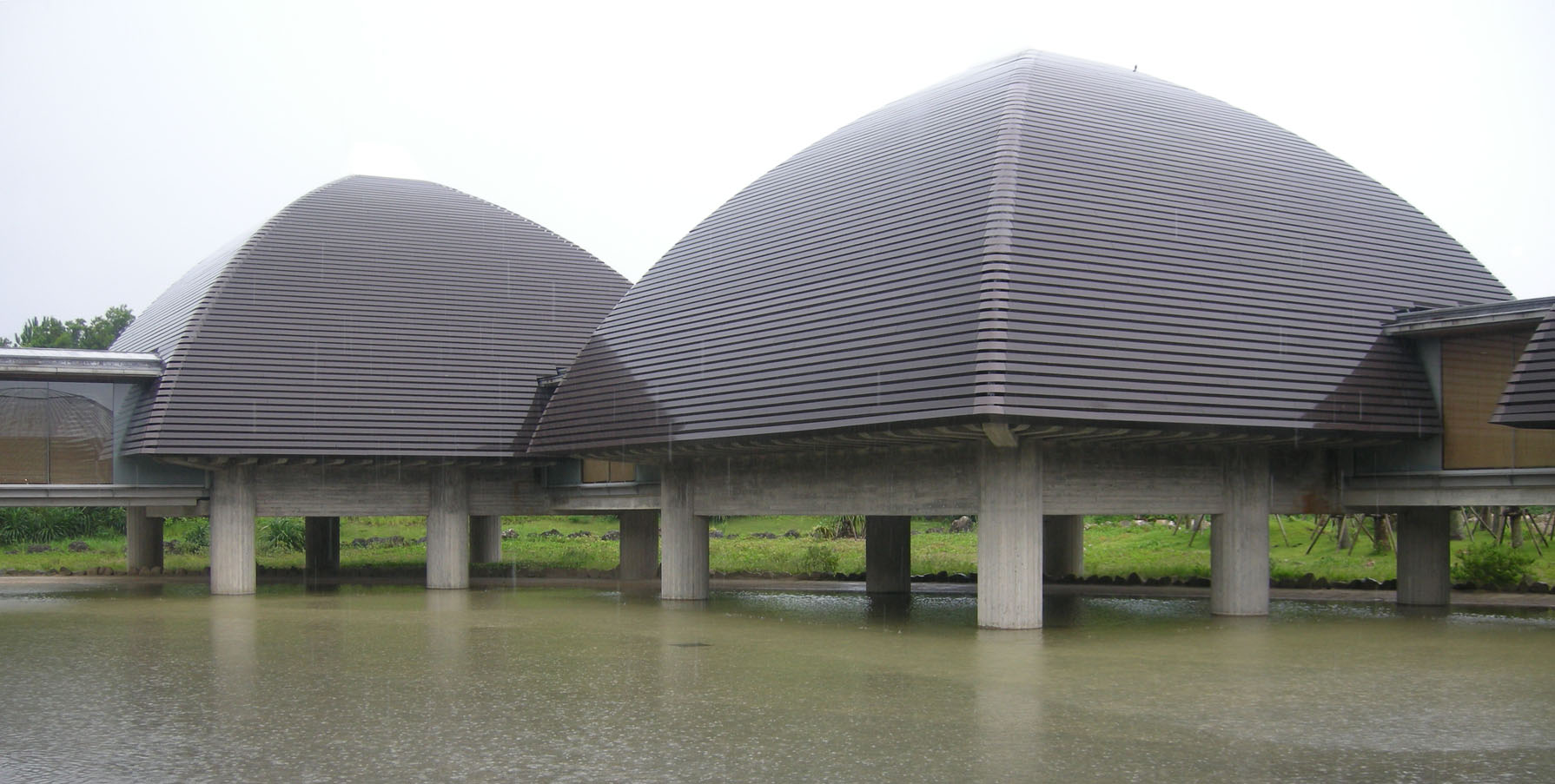
Tanaka Isson Memorial Museum auf Amami-Ōshima

## Tanaka Isson Memorial Museum
Das Tanaka Isson Memorial Museum (田中一村記念美術館) wurde 2001 in Naze auf Amami Ōshima eröffnet. Die Architektur des Museums ist von traditionellen Inselbauten inspiriert und beherbergt eine Sammlung von rund 450 Werken des Künstlers. Etwa 80 davon werden in wechselnden Ausstellungen gezeigt. Außerdem sind persönliche Gegenstände des Künstlers und eine Dokumentation über sein Leben zu sehen.